# Csomor Kálmán
Nagyabonyi Csomor Kálmán, Chomor (Gyöngyös, 1843. május 6. – Gyöngyös, 1904. március 10.) Gyöngyös város polgármestere 1881 és 1889 között.

## Élete
Iparos szülők gyermeke, iskoláit a gyöngyösi gimnáziumban (1856) és a budapesti reáliskolában végezte, apja mesterségét, a szíjgyártóságot tanulta és azt mint mester 1881-ig folytatta, amikor augusztus 21-én Gyöngyös város közönsége polgármesterré választotta és ezen tisztét 1889. augusztus 21-ig viselte. 1891-től a Heves vármegyei gazdasági egyesület titkára volt. 1886. február 26-án és következő napokon a Budapesten tartott országos polgármesteri kongresszuson előadói tiszttel bízták meg. 1888 tavaszán a polgármesterek ismét összejöttek Budapesten az italmérési és kártalanítási törvények tárgyalása végett, és őt bízták meg a memorandum elkészítésével, melyet az országgyűléshez fölterjesztettek.
Közigazgatási cikkeket írt az Egyetértésbe (1886. február), ezenkívül több vidéki és fővárosi lapba dolgozott.

## Munkái
- Félreismert boldogság (beszéd). Gyöngyös, 1876.
- Gyöngyös város vagyoni állapota és az 1882. évi ügyforgalmának kimutatása. Gyöngyös, 1883.

Szerkesztette a Gyöngyös c. lapot 1872. december végétől 1877. szeptember 30-ig és 1878. október 20-tól 1882. január 1-ig.

## Álnevei és jegye
Abonyi, Makutyi, János gazda és Cs. K.